# تشايكسن
تشايكسن هي قرية في مقاطعة مرند، إيران. عدد سكان هذه القرية هو 122 في سنة 2006.